# Stefán Björnsson
Stefán Björnsson, född 15 januari 1721 i Skagafjörður, död 15 oktober 1798 i Köpenhamn, var en isländsk matematiker. 
Stefán blev, efter att ha studerat vid Köpenhamns universitet, 1753 rektor vid Hólar latinskola, men ägnade sig emellertid inte åt denna tjänst och avlägsnades därför 1755 från denna. Han reste därefter till Köpenhamn, där han vistades till sin död och ägnade sig åt vetenskapliga arbeten. Han ombesörjde bland annat en med latinsk översättning och goda anmärkningar försedd utgåva av den så kallade "Rimbegla", en fornisländsk skrift, vars innehåll främst består av kalendarisk-astronomiska avhandlingar och liknande (utgiven 1780); dessutom skrev han olika matematiska avhandlingar. Han var arnamagneansk stipendiat.